# Kubera

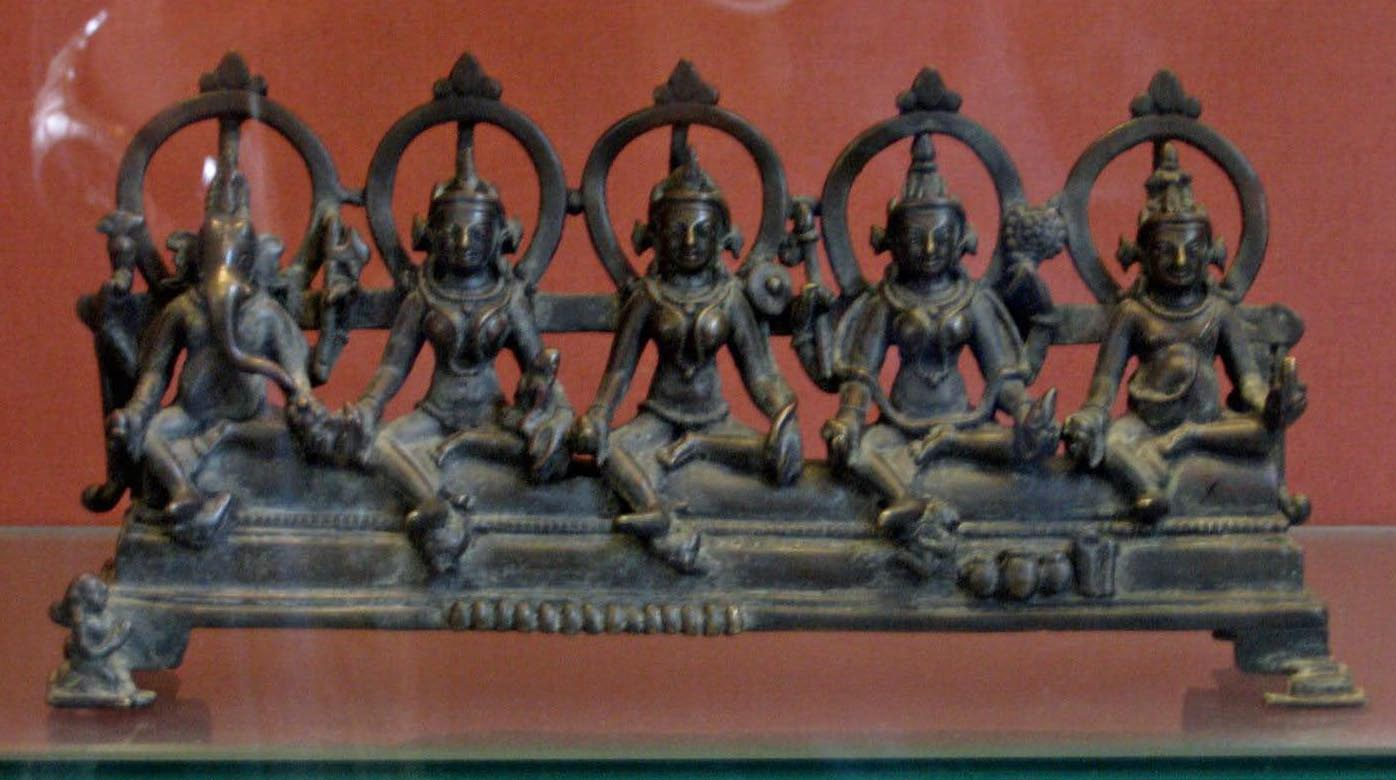
Od lewej zasiadają: Ganeśa, Brahmi, Kumari, Wajsznawi i Kubera

Kubera (dewanagari: कुबेर, także Kuvera lub Kuber) – w mitologii indyjskiej król Jakszów, bóg bogactw (Dhanapati), opiekun kierunku północnego. 
Był synem mędrca Wiśrawasa. Żyjąc w ubóstwie i ascezie przez tysiąc lat, został wynagrodzony przez Brahmę nieśmiertelnością. Opuścił himalajską górę Kailasa i został królem Lanki (czasem utożsamianą z dzisiejszą Sri Lanką). Według legend używał tam wspaniałego latającego pojazdu zwanego Puspaka, który także używany był przez demona Rawanę w indyjskim poemacie epickim Ramajana. Przebywa na górze Alaka z wielką armią jakszów i kinnarów.  
Jest również władcą podziemi i ciemności. 
Według Wisznupuranay pożyczył Wisznu pieniądze na jego ślub z Padmawati, z których do końca Kalijugi będzie pobierał odsetki.
Jego kult rozszerzył się z Indii do Chotanu, gdzie zyskał miano Wajśrawany. Z Chotanu kult został przeniesiony do Chin, a z Chin do Wietnamu i Japonii.